# Sean’s Bar
«Sean’s Bar» — паб, расположенный в ирландском городе Атлон. Известен с 900-х годов, считается одним из старейших питейных заведений в мире. Несмотря на некоторую реставрацию помещения бара, большинство предметов мебели в нём (например, камин в самом центре зала) не менялись с момента открытия.

## История
Данное заведения впервые упоминается в 900 году. Благодаря документам, обнаруженным учеными в 1970-х годах, до нас дошли подробные сведения о всех владельцах бара за последние 1100 лет.
Большая часть найденных материалов была немедленно передана в музей в Дублине, но часть можно свободно увидеть и в стенах самого паба.
Имеющиеся артефакты и результаты радиоуглеродного анализа не позволяют установить точную дату основания бара Шона, однако доподлинно известно о том, что изначально на этом месте существовала придорожная гостиница под названием Luain’s Inn.
Заведение находится на западном берегу реки Шаннон, русло которой проходит практически через весь остров.
Эта река была мощной артерией, которая поддерживала жизнь средневековой Ирландии.
Севернее от современного Атлона река разливается в большое озеро Лох-Ри (ирл. Озеро Королей) шириной более 12 км, южнее Атлона её русло углубляется, а её течение становится более стремительным и коварным.
На относительно спокойном участке реки некий Льюэйн Мак Льюидич решил построить гостиницу, чтобы помогать путешественникам, пересекающим бурные потоки реки Шаннон, предлагая уютное место для отдыха и кружку медовухи.
Вероятно, именно с этого перевалочного пункта выросло небольшое поселение, на месте которого в данный момент стоит современный Атлон.
В 2004 году представители Книги рекордов Гиннеса официально признали Sean’s Bar старейшим пабом в мире.
В настоящее время у заведения имеются аккаунты в Twiter, Instagram и официальный сайт.

## Статистика
По статистике, ежедневно Sean’s Bar посещает 500 человек.